# Superior (proponowany stan)
     Superior według pierwotnego projektu
     Superior według współczesnych projektów

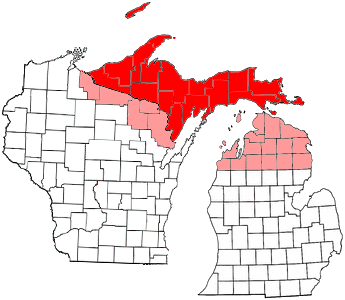
Superior według pierwotnego projektu
Superior według współczesnych projektów

Superior – proponowany stan, obejmujący północną część stanu Michigan, a według części projektów część północno-wschodnich hrabstw Wisconsin. Kilkukrotnie pojawiała się propozycja wyodrębnienia nowego stanu, ze względu na różnice kulturowe i geograficzne.
Nazwa pochodzi od Jeziora Górnego, którego angielska nazwa brzmi Superior.